# 蘭越倶知安道路
蘭越倶知安道路（らんこしくっちゃんどうろ）は、北海道虻田郡ニセコ町から同郡倶知安町へ至る北海道横断自動車道に並行する一般国道自動車専用道路（国道5号）である。
高速道路ナンバリングによる路線番号は、「E5A」が割り振られている。現在は全線で未供用となっている。

## 概要

### 路線データ

#### ニセコ - 倶知安
- 路線名：一般国道5号（北海道横断自動車道）蘭越倶知安道路（ニセコ〜倶知安）
- 起点：北海道虻田郡ニセコ町元町[2]
- 終点：北海道虻田郡倶知安町字旭（＜仮称＞倶知安IC）[2]
- 延長：11.7 km[2]
- 構造規格：第1種第3級[2]
- 設計速度：80 km/h[2]
- 道路幅員：13.5 m（土工部）、12.0 m（長大橋部）[2]
- 車線数：完成2車線[2]
- 車線幅員：3.5 m[2]

## 歴史
北海道横断自動車道のうち基本計画区間とされていた黒松内 ‐ 余市間（延長74ｋｍのうち、2011年（平成23年）12月6日に国交相の諮問機関である社会資本整備審議会 第5回北海道地方小委員会において、倶知安 - 余市間（延長約44 km）は倶知安余市道路として別線を国道5号のバイパス道路として新規に整備するのに対し、黒松内 - 倶知安間（延長約30 km）が当面現道活用とする方針が決まった。このうち、当面現道活用とされた蘭越 - 俱知安間について、計画段階評価が2021年（令和3年）より実施され、2023年（令和5年）12月19日の第35回北海道地方小委員会において全線別線整備する案に決定された。このうち、ニセコ - 倶知安間について2024年（令和6年）3月7日、第36回北海道地方小委員会において、「北海道横断自動車道 蘭越俱知安道路（ニセコ〜倶知安）」について2024年度の事業化に向けた最終段階となる新規事業採択時評価が行われた。その後、4月1日付けで本区間の新規事業化が決定し、黒松内から小樽までの高規格道路ネットワークの形成に向け、一歩前進した。
国土交通省の計画段階評価資料によれば、蘭越俱知安道路区間のルートについて、全線を別線整備し現道における課題箇所を回避し市街地へのアクセスを配慮したルート案と、蘭越市街地 - 倶知安市街地において、別線整備及び現道改良により課題を極力解消するルート案の2案がそれぞれ検討され、沿線の意向や国際的観光地「ニセコ」への速達性確保や、高次医療施設への速達性、安定性の向上に加え、大規模災害時にも機能する信頼性の高い道路ネットワークの確保を目的に前案が採用された。この道路を含めた黒松内 - 余市間の道路整備により、国際規格コンテナの通行支障区間となっている稲穂峠の迂回路や、沿線から小樽市・札幌市の救急指定病院への搬送時間短縮、有珠山をはじめとする火山や地震など有事の際の道央自動車道代替ルートとしての役割や、新千歳空港と世界的なリゾートであるニセコ町とを結ぶルートの確保などが様々な機能が期待されている。道内有数の豪雪地域であることを踏まえ、積雪した中での交通手段として整備の目的でもある。
蘭越俱知安道路のうち、倶知安 - ニセコ町間（延長11.7 km）新規事業採択評価を経て2024年（令和6年）度に「北海道横断自動車道 蘭越俱知安道路（ニセコ〜倶知安）」として新規事業化された。今後は調査設計や用地買収などを経て着工を目指す。この区間の事業費は約610億円を試算しており、整備により、新千歳空港とニセコ町の車での所要時間はおよそ30分短縮され、2時間18分となる見込みである。北海道開発局小樽開発建設部が2025年（令和7年）5月に倶知安町役場で開催した北海道横断自動車道（後志自動車道）の倶知安IC（仮称） - ニセコIC（仮称）間（11.7km）の詳細ルートに関する住民説明会によれば、両ICの間にある比羅夫IC（仮称）は、ひらふ地区のサンモリッツ大橋と国道5号の間の町比羅夫に整備。倶知安IC（仮称）・比羅夫IC（仮称）はニセコ地域のリゾートエリアへのアクセスが容易な位置に設置するとしている。
一方、残るニセコ町と蘭越町間は、計画段階評価は完了したものの事業化は未定である。黒松内 - 小樽間の通称「山線ルート」は南側の道央道から黒松内新道の黒松内ICとして2009年に開通済みであるため、計画が具体化していないのは、蘭越 - 黒松内間の延長約20 kmを残すのみとなった。

### 年表
- 2024年度（令和6年度）：（仮称）倶知安IC - （仮称）ニセコIC間（延長11.7 km）事業化[2]

## インターチェンジなど
- 全区間北海道後志総合振興局内に所在。
- IC番号欄の背景色が■である部分については道路が供用済みの区間を示している。また、施設名欄の背景色が■である部分は施設が供用されていない、または完成していないことを示す。未開通区間の名称は仮称。
- 接続路線名の特記がないものは町道。

| IC 番号                                | 施設名                                 | 接続路線名                             | 備考                                   | 所在地                                 |                                        |                                        |
| E5A 北海道横断自動車道（基本計画区間） | E5A 北海道横断自動車道（基本計画区間） | E5A 北海道横断自動車道（基本計画区間） | E5A 北海道横断自動車道（基本計画区間） | E5A 北海道横断自動車道（基本計画区間） | E5A 北海道横断自動車道（基本計画区間） | E5A 北海道横断自動車道（基本計画区間） |
| -------------------------------------- | -------------------------------------- | -------------------------------------- | -------------------------------------- | -------------------------------------- | -------------------------------------- | -------------------------------------- |
| -                                      | （起点）                               |                                        |                                        | 磯谷郡 蘭越町                          |                                        |                                        |
| この間計画段階評価手続き完了           |                                        |                                        |                                        |                                        |                                        |                                        |
| -                                      | ニセコIC                               |                                        | 事業中                                 | 虻田郡 ニセコ町                        |                                        |                                        |
| -                                      | 比羅夫IC                               |                                        | 事業中                                 | 虻田郡 倶知安町                        |                                        |                                        |
| -                                      | 倶知安IC                               | 道道58号倶知安ニセコ線                 | 事業中                                 | 虻田郡 倶知安町                        |                                        |                                        |
| E5A 倶知安余市道路（小樽方面）         |                                        |                                        |                                        |                                        |                                        |                                        |